# Votiefbeeld
Een votiefbeeld of offerbeeld is een (stand)beeld dat wordt opgericht ter verafgoding, eerbewijs of verering van een mythische of reëel persoon vanuit religieuze overwegingen. 
Vaak wordt door gelovigen een votiefgave achtergelaten bij het beeld.

## Voorbeelden

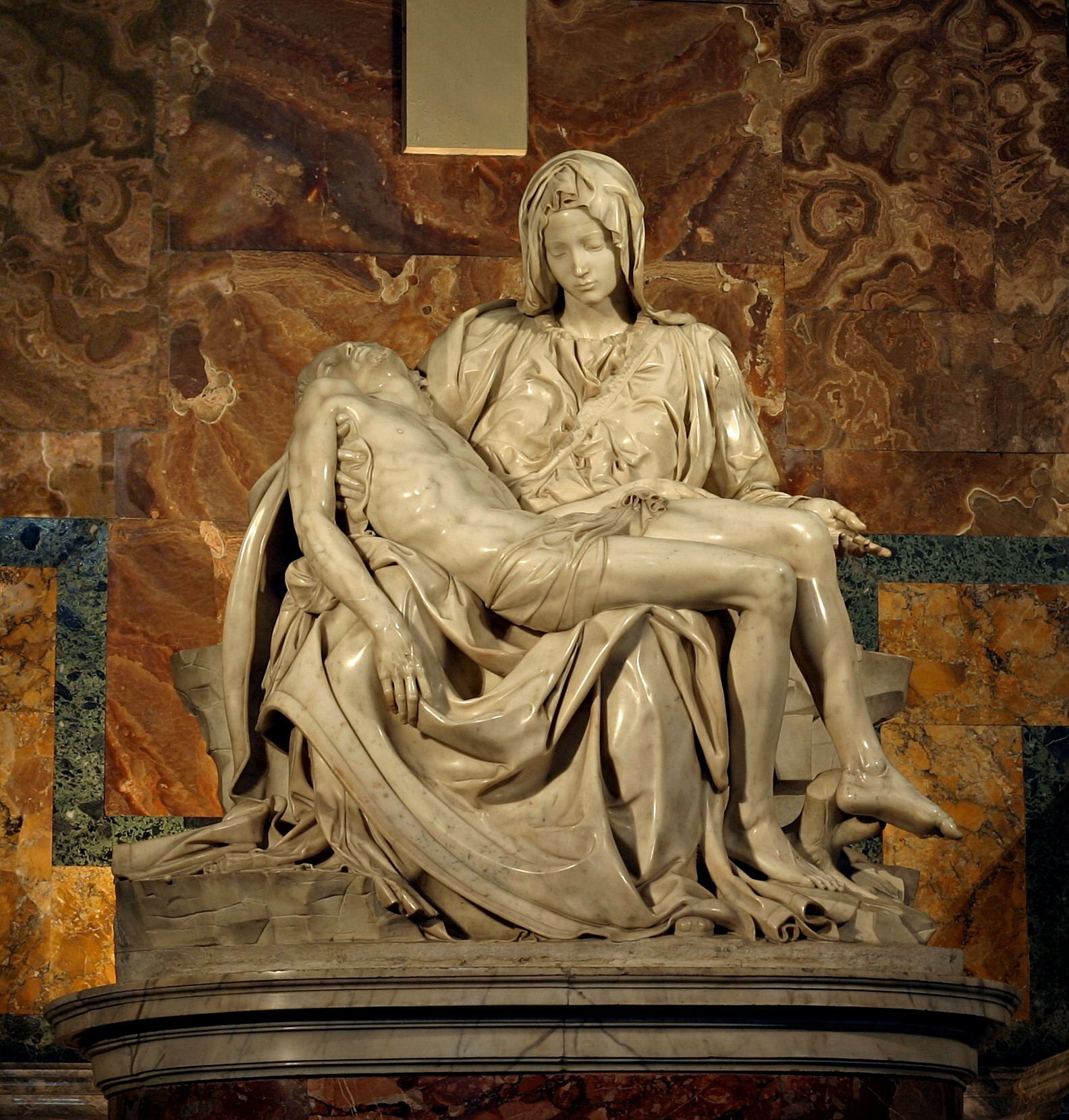
Pietà van Michelangelo Buonarotti
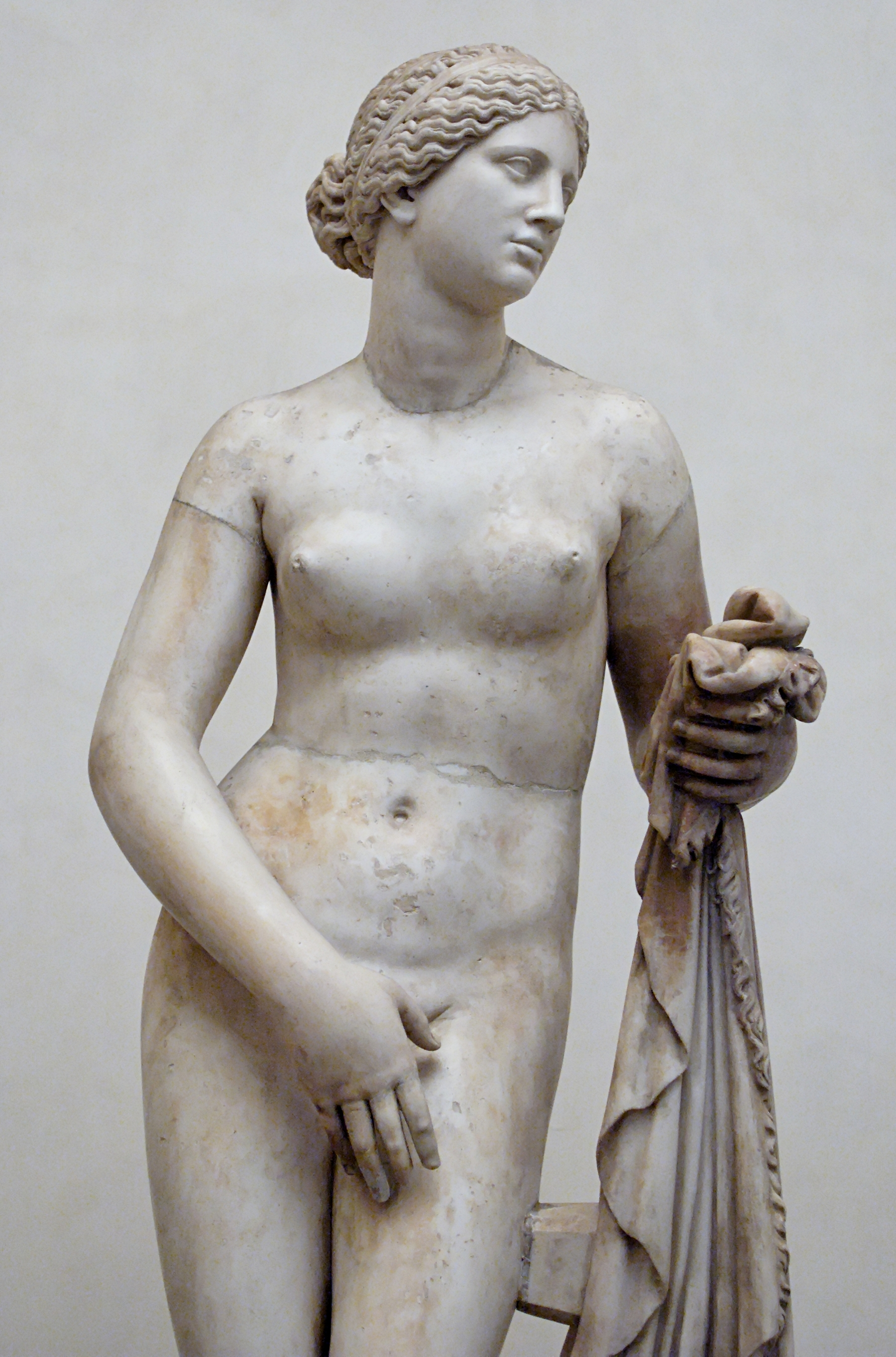
Marmeren votiefbeeld van Aphrodite van Knidos
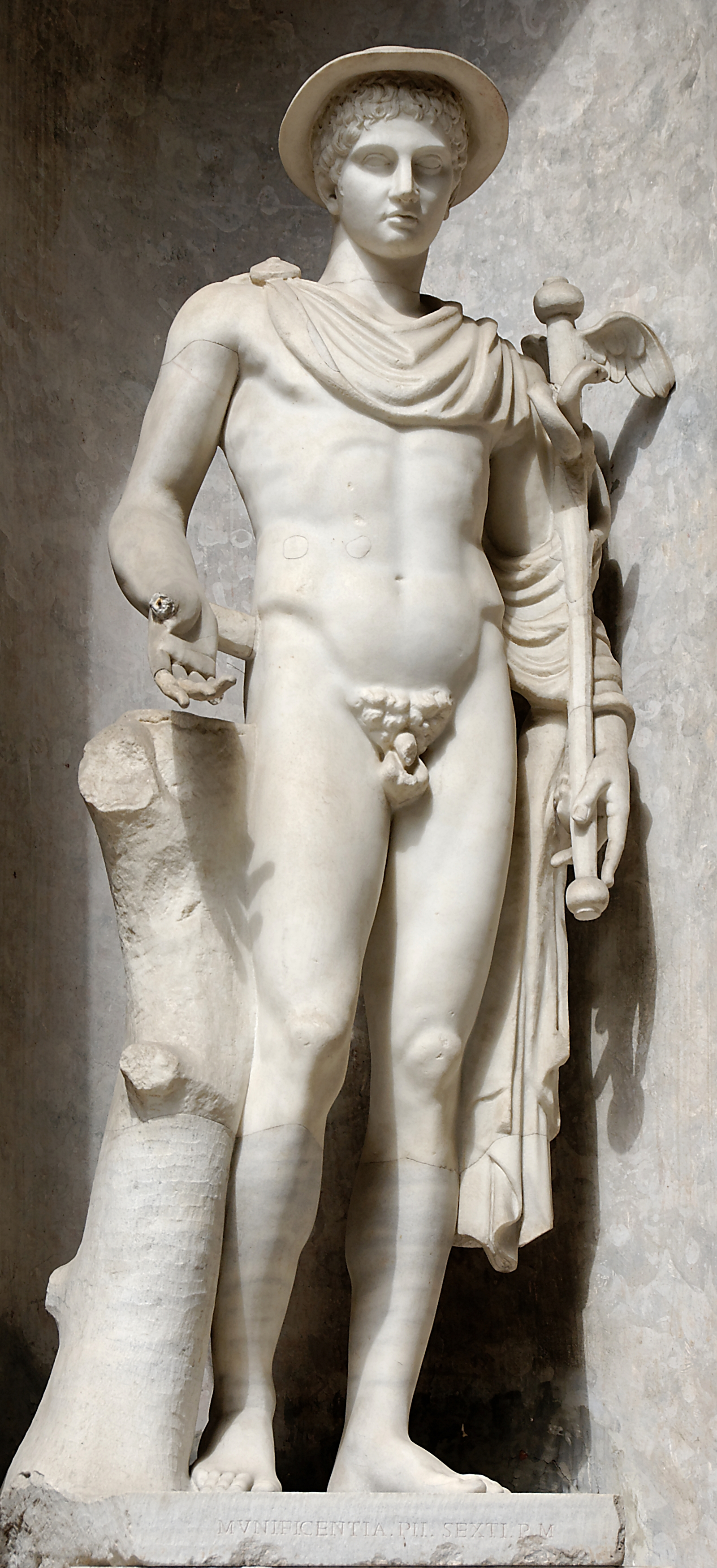
Hermes Ingenui
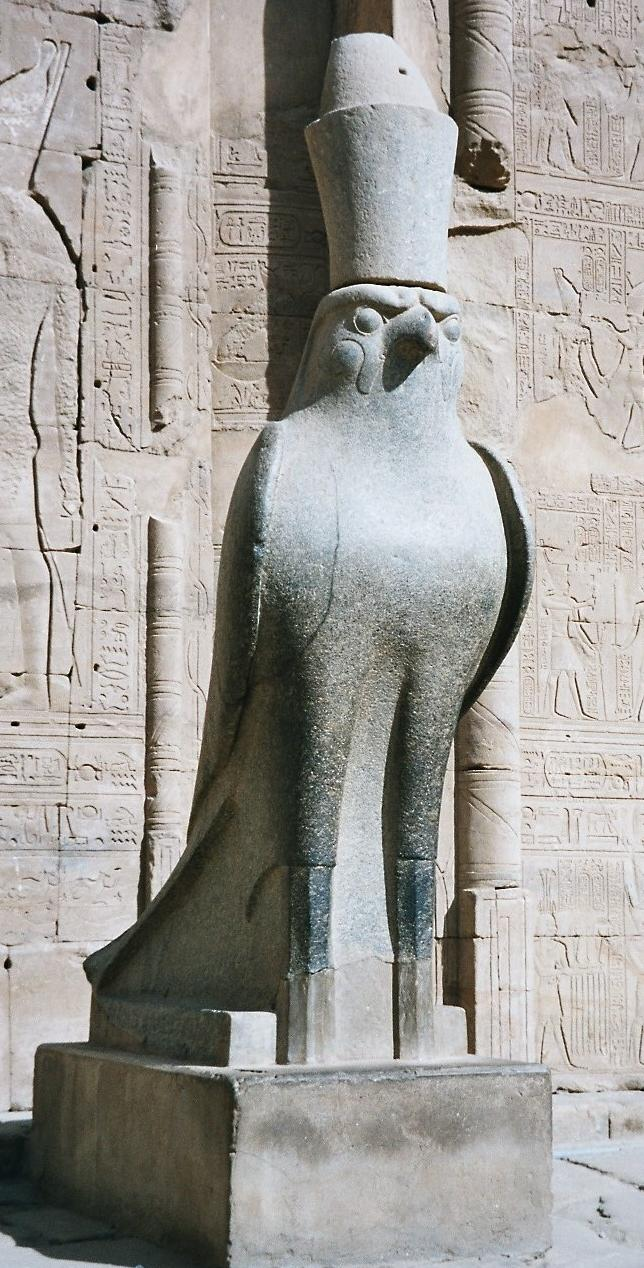
Horus als valk
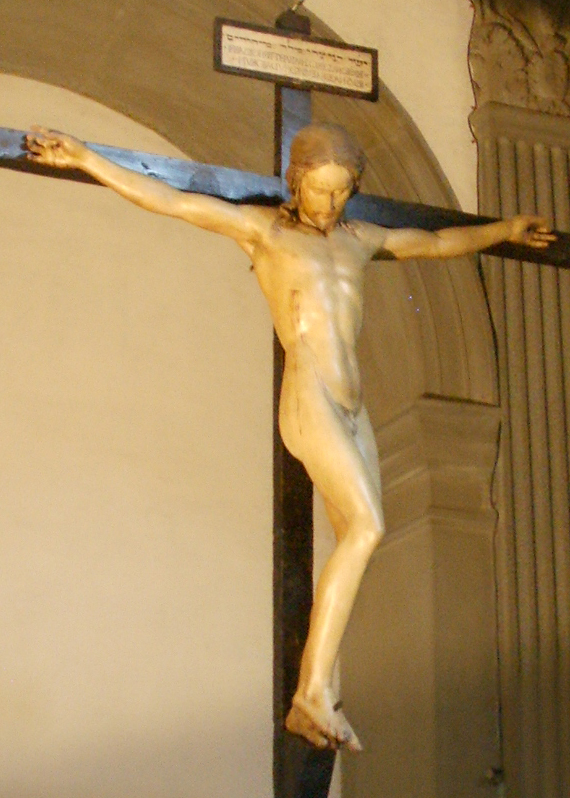
Votiefbeeld van Jezus van Nazareth als Crucifix
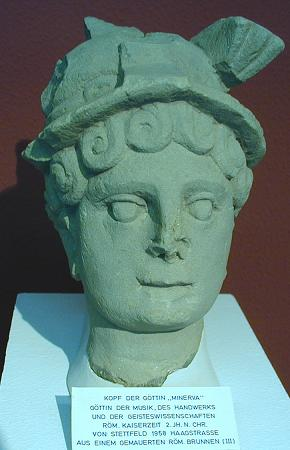
Minerva
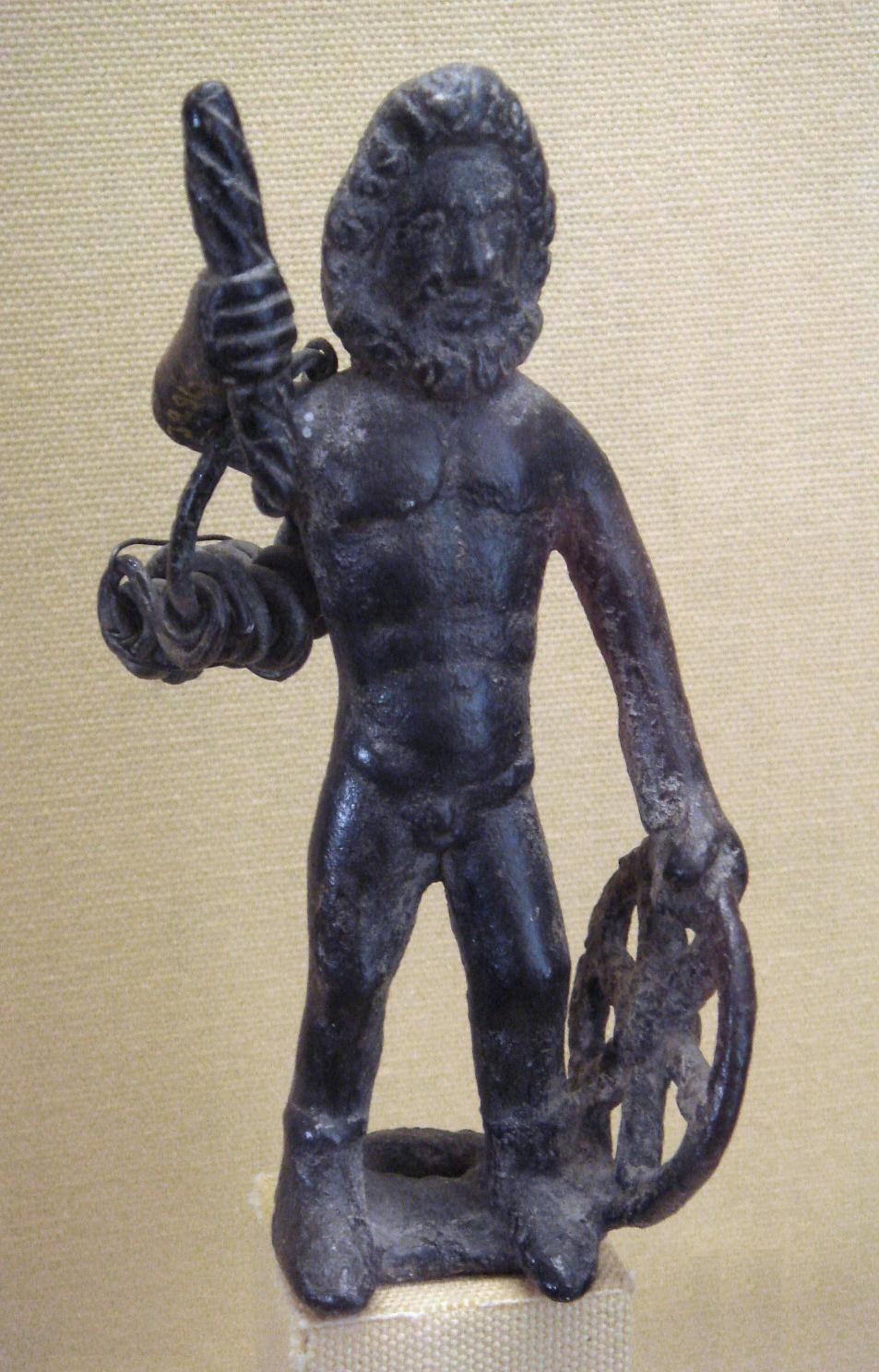
Taranis
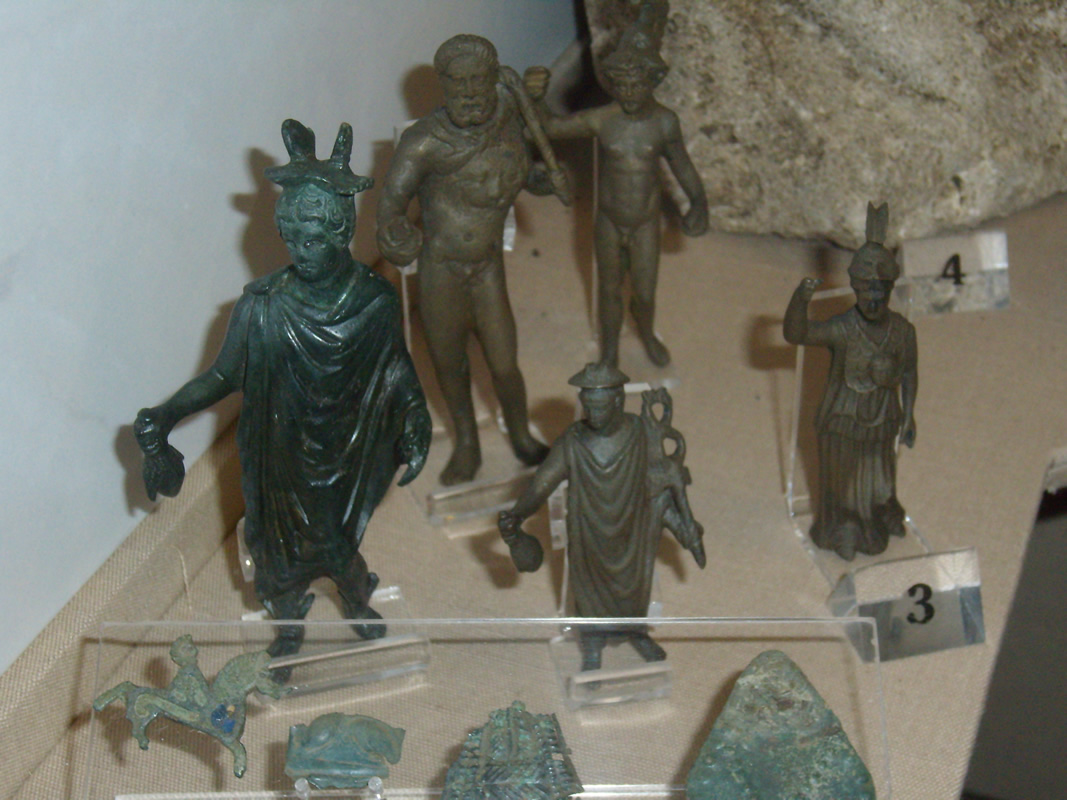
Votiefbeelden aangetroffen op Lamyatt Beacon